# غاريث كوغلان
غاريث كوغلان (بالإنجليزية: Gareth Coughlan)‏ هو لاعب كرة قدم أيرلندي، ولد في 2 مايو 1990 في دبلن في جمهورية أيرلندا. لعب مع باتريك أتلتيك ونادي دوندالك ونادي شيلبورن.

## وصلات خارجية
- غاريث كوغلان على موقع قاعدة بيانات كرة القدم.إي يو (الإنجليزية)
- غاريث كوغلان على موقع Soccerway.com (الإنجليزية)
- غاريث كوغلان على موقع AS.com (الإسبانية)